# Kościół farny w Penkun
Kościół farny (niem. Stadtkirche) – protestancka świątynia znajdująca się w niemieckim mieście Penkun. Siedziba parafii Penkun.

## Historia
Pierwsza wzmianka o kościele pochodzi z 1261 roku. Świątynia była siedmiokrotnie niszczona przez pożary, ostatni miał miejsce w 1854. Budowa obecnego kościoła miała miejsce w latach 1858-1862. W 1863 zainstalowano organy.

## Architektura i wyposażenie
Świątynia neogotycka. Ołtarz główny oraz krzyż ołtarzowy wykonał w 1962 roku malarz Lothar Mannewitz z Rostocku. Znajdujące się na emporze jednomanuałowe organy wykonane zostały przez szczecińskiego organmistrza Barnima Grüneberga. W 1917 przednie piszczałki zostały zarekwirowane na cele wojenne. Odrestaurowano je w 1959.

## Galeria

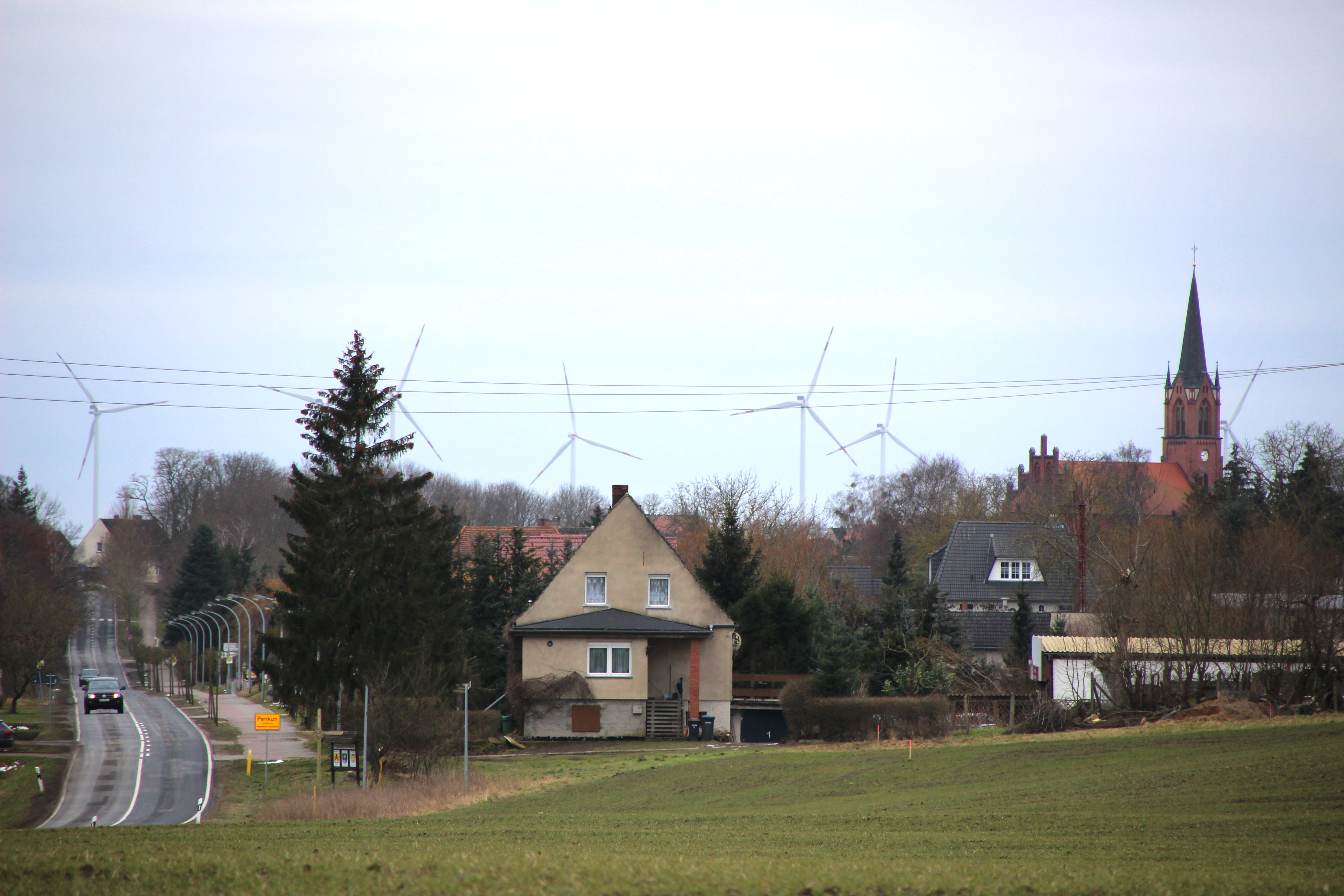
Widok na miasto, kościół widoczny po prawej
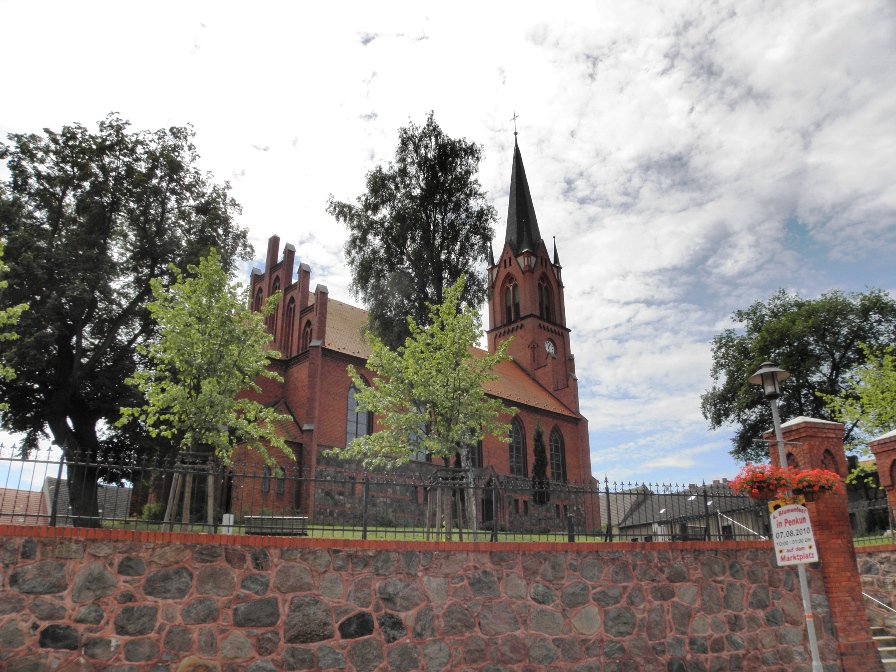
Widok z północnego wschodu
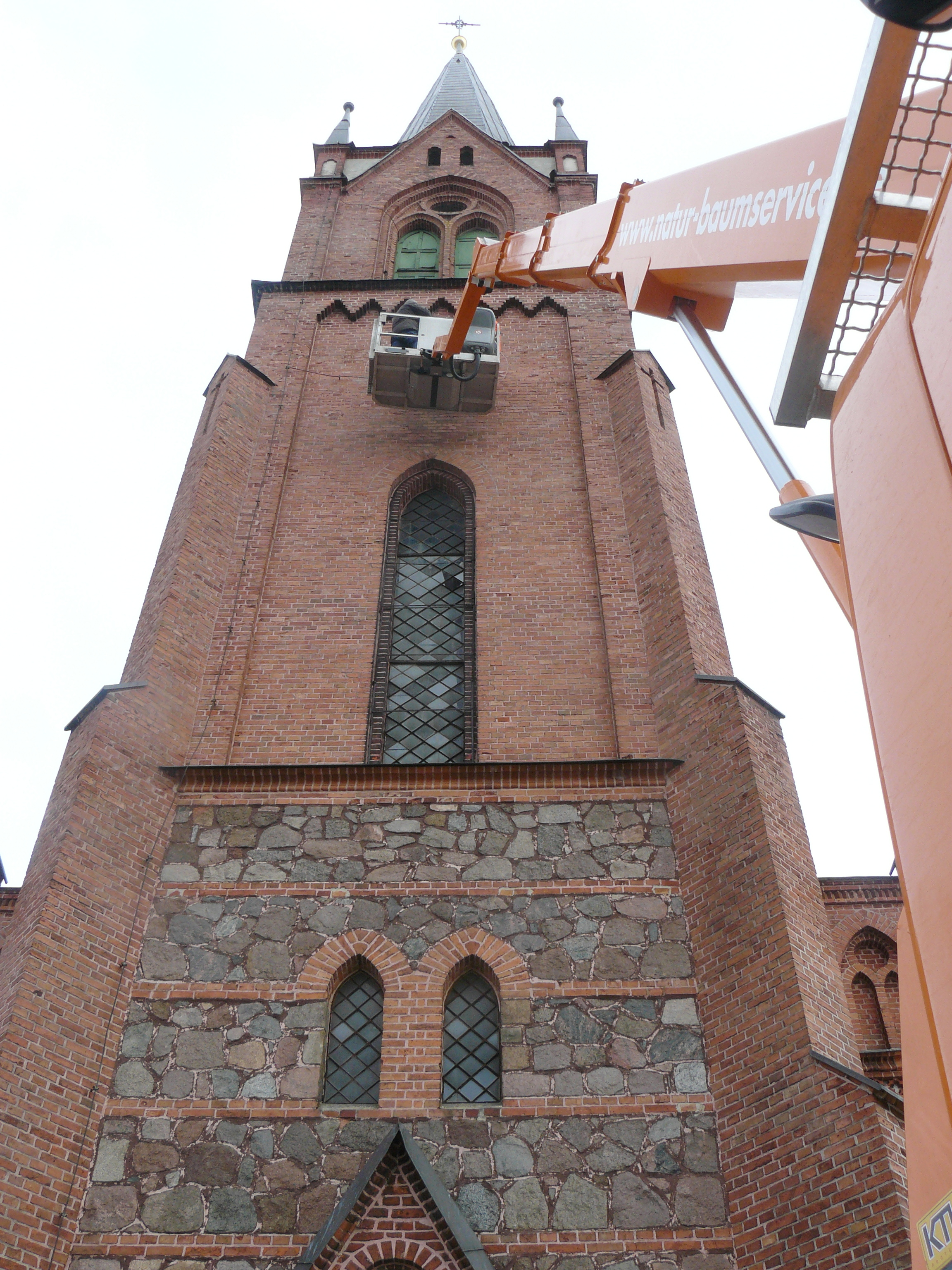
Wieża